# Сарандон, Крис
Кри́стофер Сара́ндон-младший (англ. Christopher Sarandon Jr.; род. 24 июля 1942) — американский актёр. Номинант на премии «Оскар» и «Золотой глобус» за роль Леон Шермер в фильме «Собачий полдень» (1975). Наиболее известен по ролям в фильмах «Принцесса-невеста» (1987), «Ночь страха» (1985) и «Детские игры» (1988).

## Биография
Крис Сарандон родился и вырос в городе Бекли (штат Западная Виргиния), в семье греческих иммигрантов Клиффи и Кристофера Сарандонов, которые работали рестораторами.
В юности играл на барабанах и был бэк-вокалистом местной группы под названием «The Teen Tones», которые позже отправились на гастроли с Бобби Дарином и Джином Винсентом. Крис окончил Среднюю школу Вудро Вильсона (англ. в Бекли. Затем получил степень магистра в области театра, пройдя обучение в Католическом университете Америки в Вашингтоне.

## Личная жизнь
Сарандон был трижды женат и дважды разведён. С 1967 по 1979 год он был женат на актрисе Сьюзан Сарандон, которую встретил во время учёбы в колледже.
В 1980 году женился на модели Лизе Энн Купер, в браке с которой у него родилось трое детей — дочери Стефани и Алексис, сын Майкл. Сарандон и Купер развелись в 1989 году.
С 1994 года он женат на актрисе Джоанне Глисон.

## Фильмография
| Год  |   | Русское название                            | Оригинальное название                     | Роль                                |
| ---- | - | ------------------------------------------- | ----------------------------------------- | ----------------------------------- |
| 1975 | ф | «Собачий полдень»                           | Dog Day Afternoon                         | Леон Шермер                         |
| 1976 | ф | «Губная помада»                             | Lipstick                                  | Гордон Стюарт                       |
| 1977 | ф | «Часовой»                                   | The Sentinel                              | Майкл Лерман                        |
| 1979 | ф | «You Can't Go Home Again»                   | You Can't Go Home Again                   | Джордж Веббер                       |
| 1979 | ф | «Куба»                                      | Cuba                                      | Хуан Пулидо                         |
| 1980 | ф | «День, когда умер Христос»                  | The Day Christ Died                       | Иисус Христос                       |
| 1981 | ф | «Broken Promise»                            | Broken Promise                            | Бад Григгс                          |
| 1983 | ф | «Уикенд Остермана»                          | The Osterman Weekend                      | Джозеф Кардон                       |
| 1984 | ф | «Навсикая из долины Ветров»                 | Nausicaä of the Valley of the Wind        | Курота́ва (озвучка)                  |
| 1984 | ф | «Протокол»                                  | Protocol                                  | Майкл Ренсом                        |
| 1985 | ф | «This Child Is Mine»                        | This Child Is Mine                        | Крейг Уилкерсон                     |
| 1985 | ф | «Ночь страха»                               | Fright Night                              | Джерри Дендридж                     |
| 1986 | ф | «Свобода»                                   | Liberty                                   | Жак Мерчант                         |
| 1987 | ф | «Принцесса-невеста»                         | The Princess Bride                        | принц Хампердинк                    |
| 1987 | ф | «Mayflower Madam»                           | Mayflower Madam                           | Мэтт Уитингтон                      |
| 1988 | ф | Детские игры                                | Child's Play                              | детектив Майк Норрис                |
| 1988 | ф | «Goodbye, Miss Fourth Of July»              | Goodbye, Miss Fourth Of July              | Джордж Янус                         |
| 1989 | ф | «Крутая парочка»                            | Collision Course                          | Фил Мендрес                         |
| 1989 | ф | «Рабы Нью-Йорка»                            | Slaves of New York                        | Виктор Окрент                       |
| 1990 | ф | «The Strangers Within»                      | The Strangers Within                      | Дэн                                 |
| 1990 | ф | «Шорохи»                                    | Whispers                                  | Тони                                |
| 1991 | ф | «Воскресший»                                | The Resurrected                           | Чарльз Декстер Вард / Джозеф Карвен |
| 1993 | ф | «Смертельный прилив»                        | Dark Tide                                 | Тим                                 |
| 1993 | ф | «Кошмар перед Рождеством»                   | The Nightmare Before Christmas            | Джек Скеллингтон                    |
| 1994 | ф | «Мать Дэвида»                               | David's Mother                            | Филипп                              |
| 1995 | ф | «Виртуальный полицейский»                   | Terminal Justice                          | Реджинальд Мэттьюс                  |
| 1995 | ф | «Справедливый суд»                          | Just Cause                                | Лайл Морган                         |
| 1996 | ф | «Большей любви не бывает»                   | No Greater Love                           | Сэм Горовиц                         |
| 1996 | ф | «Эди и Пен»                                 | Edie & Pen                                | Макс                                |
| 1996 | ф | «Байки из склепа: Кровавый бордель»         | Bordello Of Blood                         | преподобный Джей. Си. Каррент       |
| 1997 | ф | «Американское совершенство»                 | American Perfekt                          | заместитель Сэмми                   |
| 1997 | ф | «Маленькие мужчины»                         | Little Men                                | Фриц Бхэер                          |
| 1997 | ф | «В тупике»                                  | Road Ends                                 | Эстебан Маседа                      |
| 1999 | ф | «Reaper»                                    | Reaper                                    | Люк Синклер                         |
| 2000 | ф | «Погоня за временем»                        | Race Against Time                         | доктор Антон Стоуфлс                |
| 2000 | ф | «Парфюм»                                    | Perfume                                   | Гэри Пакер                          |
| 2005 | ф | «Морские черепахи»                          | Loggerhead                                | Роберт Остин                        |
| 2007 | ф | «The Chosen One»                            | The Chosen One                            | Зебулон 'Зеб' Кирк                  |
| 2008 | ф | «Дрянная девчонка»                          | My Sassy Girl                             | доктор Роарк                        |
| 2009 | ф | «Многократные сарказмы»                     | Multiple Sarcasms                         | Ларри                               |
| 2009 | ф | «My Life in the Single Seat: A Documentary» | My Life in the Single Seat: A Documentary | В роли самого себя                  |

| Телевидение                           | Телевидение                  | Телевидение                                                                 | Телевидение |
| Название                              | Персонаж                     | Примечания                                                                  |             |
| ------------------------------------- | ---------------------------- | --------------------------------------------------------------------------- | ----------- |
| «Направляющий свет»                   | доктор Том Халверсон         | Телевидение                                                                 |             |
| «Звёздный путь: Глубокий космос 9»    | Мартус                       | Эпизод: «Конкуренты» (эпизод # 2х11)                                        |             |
| «Зачарованные»                        | Некромант / Арманд           | Телевидение                                                                 |             |
| «Закон и порядок: Специальный корпус» |                              | Эпизод: «Choreographed» (эпизод # 170)                                      |             |
| «За гранью возможного»                | доктор Паллас                | Эпизод: «Краем глаза» (эпизод # 1x10)                                       |             |
| «Повесть о двух городах»              | Сидни Картон / Чарльз Дарней | Телевидение                                                                 |             |
| «Застава фехтовальщиков»              | Коул                         | Эпизод: «The Dancing Bandit»                                                |             |
| «Скорая помощь»                       | доктор Берк                  | Эпизоды: «The Greatest of Gifts», «Piece of Mind» и «It’s All in Your Head» |             |
| «Ясновидец»                           |                              | Эпизод: «Think Tank»                                                        |             |
| «Практика»                            |                              | Эпизоды: «The Trial» и «Cloudy with a chance of membranes»                  |             |

| Видеоигры | Видеоигры                                       | Видеоигры        | Видеоигры  |
| Год       | Название                                        | Персонаж         | Примечания |
| --------- | ----------------------------------------------- | ---------------- | ---------- |
| 2002      | Kingdom Hearts                                  | Джек Скеллингтон | Видеоигра  |
| 2005      | The Nightmare Before Christmas: Oogie’s Revenge | Джек Скеллингтон | Видеоигра  |
| 2006      | Kingdom Hearts II                               | Джек Скеллингтон | Видеоигра  |